# Onthophagus piyawati
Onthophagus piyawati là một loài bọ cánh cứng trong họ Bọ hung (Scarabaeidae).